# Jogi Haphong
Der Jogi Haphong ist ein Berg in Bangladesch an der Grenze zu Myanmar.

## Lage
Der Gipfel des Bergs liegt im Südosten Bangladeschs im Osten der Upazila Thanchi in dem zu den Chittagong Hill Tracts der Division Chittagong gehörenden Distrikt Bandarban in den Mizo Hills, einer Hügelkette, die einen südlichen Ausläufer des Himalaya bildet, etwa 300 Meter westlich der Grenze zu Myanmar. Die Flanken des Berges erstrecken sich in den Distrikt Mindat im myanmarischen Chin-Staat hinein.
Die nächste bewohnte Siedlung ist das etwa vier Kilometer westlich des Gipfels auf einer Höhe von etwa 95 Meter gelegene Bergdorf Runjong Para.

## Höhe
Im Rahmen einer Exkursion im Februar 2017 wurde die Höhe des Jogi Haphong mittels GPS vermessen. Dabei wurde eine Höhe von 3243 Feet (988 Meter) ermittelt. ACME Mapper gibt die Höhe des Berges mit 974 Meter an. Damit zählt der Jogi Haphong zu den zehn höchsten Erhebungen Bangladeschs.
Der nächstgelegene Berg, der höher ist als der Jogi Haphong, ist der drei Kilometer südlich gelegene Zow Tlang (999 m). Auch der etwa neun Kilometer nördlich gelegene Mowdok Mual (1045 m) ist höher als der Jogi Haphong. dazwischen liegen zwei weitere Neunhunderter, die aber mit 933 m und 922 m deutlich niedriger sind als der Jogi Haphong.